# Puchar Wysp Owczych w piłce nożnej kobiet (2018)
Puchar Wysp Owczych w piłce nożnej kobiet 2018 – 28. edycja rozgrywek mających na celu wyłonienie zdobywcy Pucharu Wysp Owczych. Tytułu broni klub EB/Streymur/Skála ÍF.

## Uczestnicy
| 1. deild kvinnur 2018 6 drużyn                                                                                 |
| - B36 Tórshavn - B68 Toftir - ÍF Fuglafjørður/Víkingur Gøta - EB/Streymur/Skála ÍF - HB Tórshavn - KÍ Klaksvík |

## Terminarz
| Runda              | Data pierwszego meczu | Data drugiego meczu | Uwagi |
| ------------------ | --------------------- | ------------------- | ----- |
| Runda eliminacyjna | 22 kwietnia 2018      | nie rozgrywa się    |       |
| Półfinał           | 6 maja 2018           | 2 czerwca 2018      |       |
| Finał              | 15 września 2018      | nie rozgrywa się    |       |

## Runda eliminacyjna
| Drużyna 1                     | Wynik            | Drużyna 2            |
| ----------------------------- | ---------------- | -------------------- |
| 30 kwietnia 2018              |                  |                      |
| B68 Toftir                    | 1:4              | EB/Streymur/Skála ÍF |
| ÍF Fuglafjørður/Víkingur Gøta | 1:1 pd. (k. 2:1) | B36 Tórshavn         |

| 22 kwietnia 2018 | B68 Toftir         | 1:4   | EB/Streymur/Skála ÍF                                 |                                                                              |
| 13:00 WEST       | Rúna Olsen 23'     | (1:1) | 12', 63', 73' Margunn Lindholm · 76' Birna Mikkelsen | Svangaskarð, Toftir Widzów: 30 Sędzia: Kristian Gunnar Joensen (KÍ Klaksvík) |
| 13:00 WEST       | Durita Nielsen 72' | (1:1) |                                                      | Svangaskarð, Toftir Widzów: 30 Sędzia: Kristian Gunnar Joensen (KÍ Klaksvík) |

| 22 kwietnia 2018 | ÍF Fuglafjørður/Víkingur Gøta                                                         | 1:1 (pd.)     | B36 Tórshavn                                                                      |                                                                     |
| 19:30 WEST       | Jacoba Langgaard 89' (k.)                                                             | (0:1, k. 2:1) | 35' Beinta Hansen                                                                 | Sarpugerði, Norðragøta Widzów: 70 Sędzia: Heini Viðoy (HB Tórshavn) |
| 19:30 WEST       | Jacoba Langgaard 61'                                                                  | (0:1, k. 2:1) | 89' Silja Róin                                                                    | Sarpugerði, Norðragøta Widzów: 70 Sędzia: Heini Viðoy (HB Tórshavn) |
| 19:30 WEST       | · Jacoba Langgaard · Annika Christiansen · Jensa Tórolvsdóttir · Hjørdis Rasmusdóttir | Rzuty karne   | · Súsanna Hansen · Elisabet Vang · Barba Hansen · Karina Sjóvará · Elsa Anna Mohr | Sarpugerði, Norðragøta Widzów: 70 Sędzia: Heini Viðoy (HB Tórshavn) |

## Półfinały
| Drużyna 1                            | Wynik dwumeczu | Drużyna 2                     | Pierwszy mecz | Drugi mecz |
| ------------------------------------ | -------------- | ----------------------------- | ------------- | ---------- |
| KÍ Klaksvík                          | 6 – 9          | HB Tórshavn                   | 4:5           | 2:4        |
| EB/Streymur/Skála ÍF                 | 4 – 1          | ÍF Fuglafjørður/Víkingur Gøta | 2:1           | 2:0        |
| Po lewej gospodarz pierwszego meczu. |                |                               |               |            |

### Pierwsze mecze
| 6 maja 2018 | KÍ Klaksvík                                       | 4:5   | HB Tórshavn                                       |                                                                          |
| 12:30 WEST  | Evy á Lakjuni 1', 52' · Eyðvør Klakstein 80', 83' | (1:4) | 4', 24' Heidi Sevdal · 6', 8', 58' Milja Simonsen | við Djúpumýrar, Klaksvík Widzów: 150 Sędzia: Jørleif Djurhuus (Skála ÍF) |

| 6 maja 2018 | EB/Streymur/Skála ÍF                     | 2:1   | ÍF Fuglafjørður/Víkingur Gøta |                                                                     |
| 13:30 WEST  | Birna Mikkelsen 18', 29'                 | (2:1) | 38' Jensa Tórolvsdóttir       | við Margáir, Streymnes Widzów: 50 Sędzia: Heini Viðoy (HB Tórshavn) |
| 13:30 WEST  | 52' Sigrid Petersen · 89' Arnborg Lervig | (2:1) |                               | við Margáir, Streymnes Widzów: 50 Sędzia: Heini Viðoy (HB Tórshavn) |

### Rewanże
| 2 czerwca 2018 | HB Tórshavn                                    | 4:2   | KÍ Klaksvík                                |                                                                                    |
| 12:30 WEST     | Heidi Sevdal 3' · Milja Simonsen 24', 36', 72' | (3:1) | 31' Rannvá Andreasen · 88' Evy á Lakjuni   | Gundadalur (ovari vøllur), Tórshavn Widzów: 95 Sędzia: Tóki Høghamar (EB/Streymur) |
| 12:30 WEST     | Julia Helena Henriksen 77'                     | (3:1) | 73' Sanna Jacobsen · 90' Katrina Akursmørk | Gundadalur (ovari vøllur), Tórshavn Widzów: 95 Sędzia: Tóki Høghamar (EB/Streymur) |

| 2 czerwca 2018 | ÍF Fuglafjørður/Víkingur Gøta | 0:2   | EB/Streymur/Skála ÍF                   |                                                |
| 14:00 WEST     |                               | (0:2) | 15' Ansy Jakobsen · 45' Randi Fagradal | Sarpugerði, Norðragøta Sędzia: Rúni Olsen (MB) |

## Finał
| 15 września 2018 | EB/Streymur/Skála ÍF | :(:) | HB Tórshavn |  |
|                  |                      |      |             |  |